# Didymocarpus geesinkianus
Didymocarpus geesinkianus är en tvåhjärtbladig växtart som beskrevs av Brian Laurence Burtt. Didymocarpus geesinkianus ingår i släktet Didymocarpus och familjen Gesneriaceae. Inga underarter finns listade i Catalogue of Life.